# Ohrza

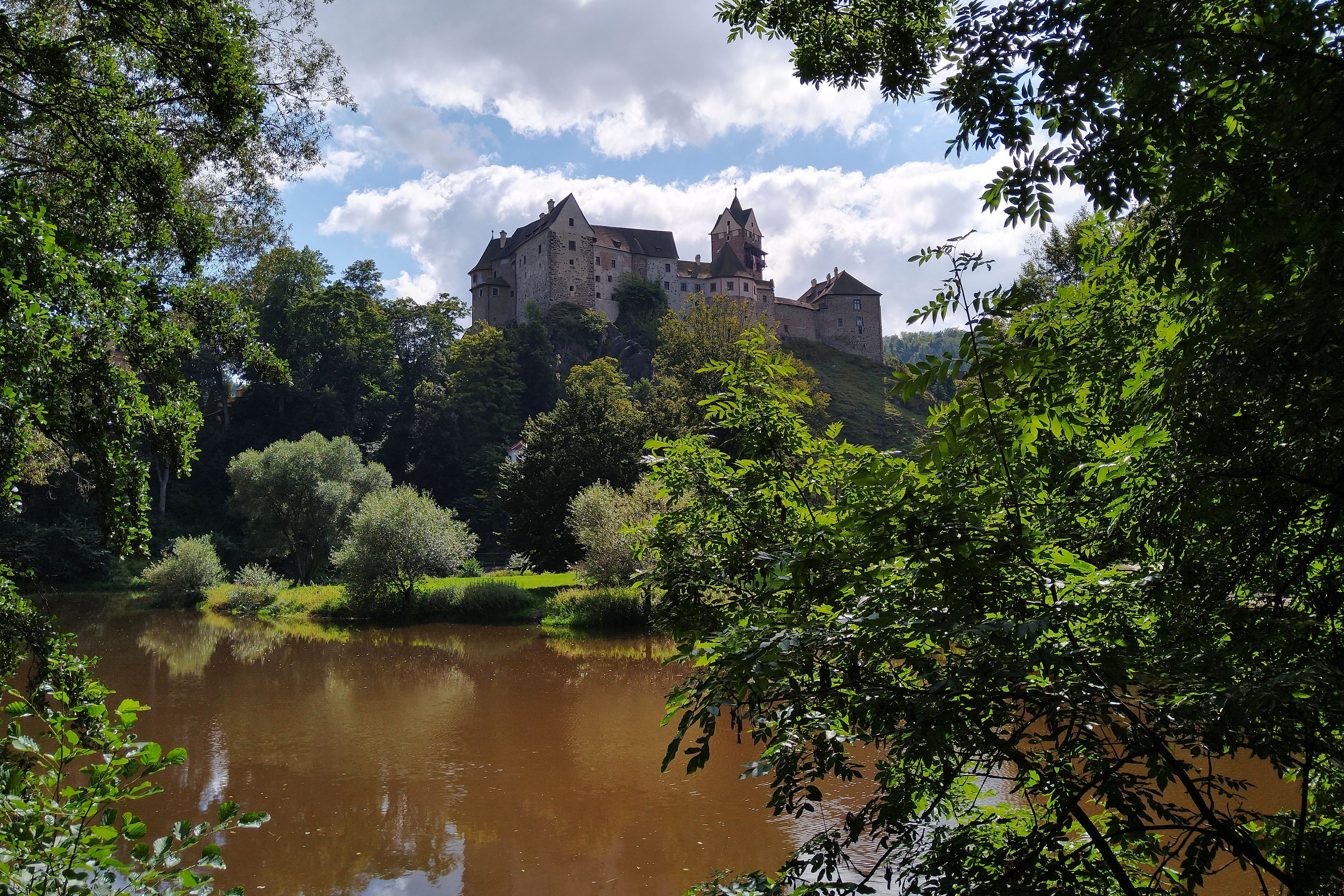
Rzeka Ohrza w miejscowości Loket

Ohrza (cz. Ohře, niem. Eger, celt. Agara) – rzeka w Niemczech (Bawaria) i Czechach (kraj karlowarski, kraj ustecki), długości 304,6 km oraz powierzchni zlewni 5 613,7 km², lewy dopływ Łaby.
Źródła na górze Schneeberg w Smreczanach w Bawarii. 
Przepływa przez następujące miasta: Loket, Cheb, Karlowe Wary, Klášterec nad Ohří, Kynšperk nad Ohří, Budyně nad Ohří, Bohušovice nad Ohří, Pomezí nad Ohří, Kadaň, Žatec, Louny, Terezín i Litoměřice, w których wpada do Łaby.
Krajobraz doliny Ohrzy w okolicy Starego Sedla uzyskał status pomnika przyrody.

## Dopływy
- Röslau
- Odrava
- Rolava
- Teplá
- Bystřice
- Chomutovka
- Liboc